# Стайчовци
Стайчовци е село в Западна България. То се намира в община Трън, област Перник.

## География
Село Стайчовци се намира в планински район.

## История
В стари турски документи Стайчовци е отбелязвано като: Истайчувиджи в 1451 г. и 1453 г.; Истайкюфча (Стайкьовци), Истайкьофча в 1576 г.; Истайкофче в 1576 г. и като Стайчовци в 1878 г. в руска военна карта.

## Културни и природни забележителности
- Меча дупка
- Връх Китка

## Редовни събития
Всяка година се провежда Събор.

## Личности
- Рангел Лелин-Баш майстора – според филмовия сценарий популярният през 1980-те персонаж е роден на 24 юли 1930 в Стайчовци.